# Antônio Joaquim Álvares do Amaral
Antônio Joaquim Azevedo Álvares do Amaral (1795 — 1853) foi um político brasileiro.
Foi presidente das províncias de Sergipe, de 15 de abril de 1845 a 30 de outubro de 1846, e do Maranhão, de 7 de abril de 1848 a 7 de janeiro de 1849.